# Parepisimia catharota
Parepisimia catharota är en fjärilsart som beskrevs av Edward Meyrick 1928. Parepisimia catharota ingår i släktet Parepisimia och familjen vecklare. Inga underarter finns listade i Catalogue of Life.